# Neeugoa
Neeugoa là một chi bướm đêm thuộc họ Erebidae.